# Angels with Dirty Faces (singolo Sugababes)
Angels with Dirty Faces è un singolo del gruppo musicale pop britannico Sugababes, pubblicato come doppia a-side con Stronger l'11 novembre 2002 per l'etichetta discografica Island.
La canzone è stata estratta dal secondo album del gruppo, Angels with Dirty Faces.

## Tracce e formati
European CD Single 1
1. Stronger - 4:00
2. Angels With Dirty Faces (Audio Drive Remix) - 7:53
3. Stronger (Almighty Club Mix) - 8:02
4. Stronger (Video)

UK CD Single 2
1. Angels With Dirty Faces - 3:47
2. Stronger (Antoine909 Remix) - 7:35
3. Stronger (Live at Leeds University) - 4:12
4. Angels With Dirty Faces (Video)

## Classifiche
| Classifica    | Posizione raggiunta |
| ------------- | ------------------- |
| Regno Unito   | 7                   |
| Nuova Zelanda | 24                  |
| Australia     | 34                  |